# جزيرة سيلوموت
جزيرة سيلوموت وهي جزيرة من جزر إندونيسيا، وتقع مقاطعة بيناجام باسر الشمالية في إقليم كالمنتان الشرقية في إندونيسيا.